# Enrico Mylius
Enrico Mylius, orig. Heinrich Mylius, (Francoforte sul Meno, 14 marzo 1769 – Milano, 21 aprile 1854), è stato un imprenditore, banchiere, filantropo e mecenate tedesco, vissuto prevalentemente a Milano. È noto per essere stato il padre fondatore della Società d'incoraggiamento d'arti e mestieri nonché uno dei principali imprenditori serici del primo Ottocento milanese.

## Biografia
Heinrich Mylius nacque a Francoforte sul Meno nel 1769, ultimo di tredici figli di Johann Christoph, viennese trasferitosi nella città tedesca per lavorare presso la banca Neufville, e di Dorothea Kraus, originaria di Weimar. Mentre Heinrich portava avanti la sua formazione scolastica elementare, il padre iniziò a costituire una propria azienda, improntata sulla lavorazione del cotone, la "Mylius & Aldebert" di cui il fratello maggiore, Johann Jacob divenne socio.

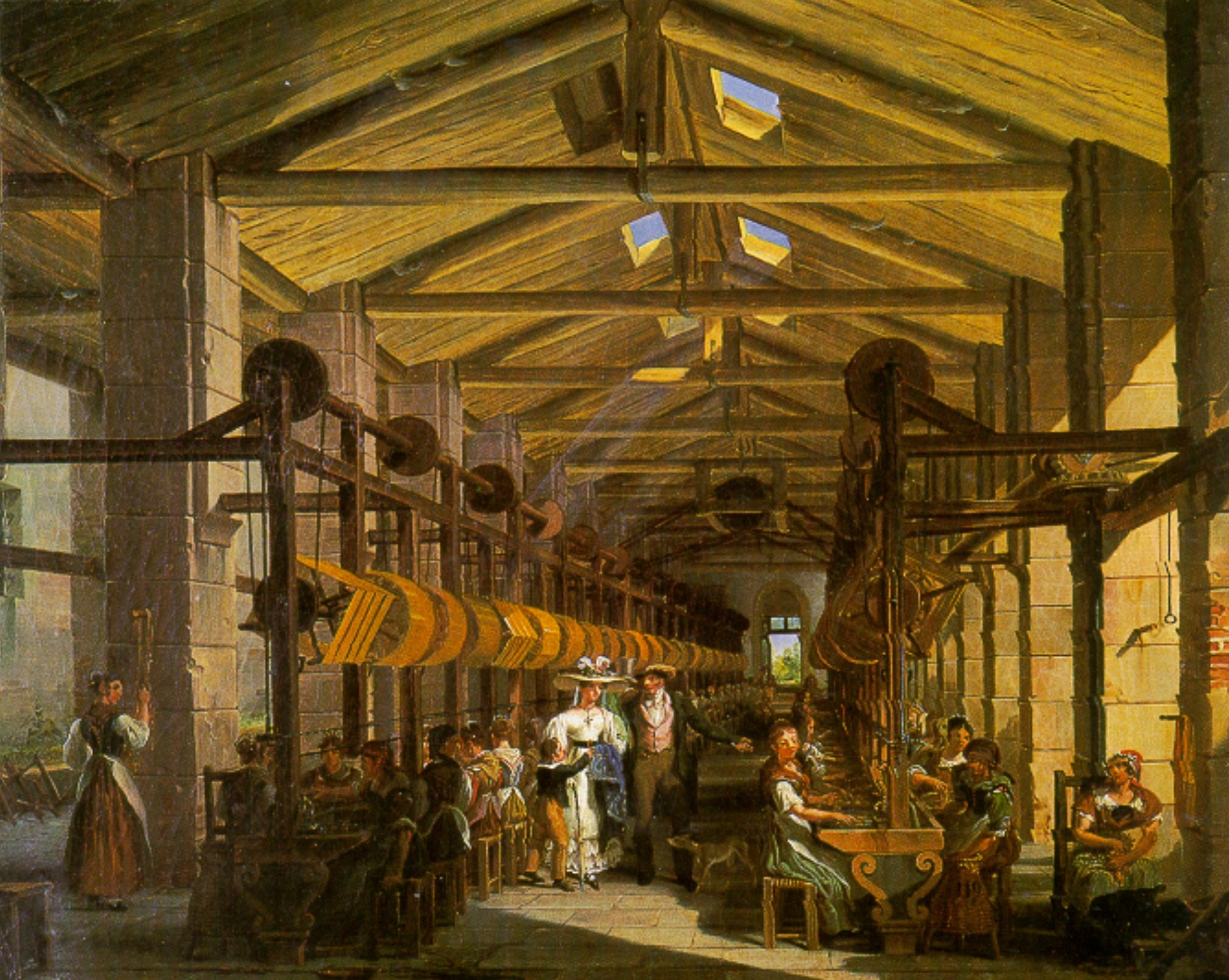
La filanda Mylius di Giovanni Migliara, 1828. Questo quadro venne commissionato da Enrico Mylius al pittore Migliara per illustrare la sua filanda di Boffalora sopra Ticino.

Nel 1788, a soli 19 anni, Heinrich si stabilì a Milano per costituire una piccola filiale della ditta di famiglia di cui divenne direttore. Nel milanese l'imprenditoria del Mylius sembrava andare a gonfie vele e per questo nel 1803 Enrico (così ormai era noto il Mylius) fece domanda alla camera di commercio di Milano per richiedere la possibilità di aprire un'azienda per la produzione e la vendita di panni e tessuti. Qui si affermò rapidamente come banchiere e imprenditore e, nonostante fosse stato arrestato e temporaneamente espropriato nel periodo francese, divenne una delle persone più ricche ed influenti di Milano, dedicandosi dal 1811 quasi esclusivamente alla produzione ed al commercio della seta che apprese rapidamente dalla secolare tradizione meneghina. In breve tempo realizzò delle filiali a Sesto San Giovanni, Boffalora sopra Ticino, Loveno di Menaggio. La più importante di queste, quella di Boffalora, acquistata nel 1807, aveva la particolarità di rappresentare un vero e proprio passo avanti per la scienza della lavorazione della seta dell'epoca: qui era infatti stato sperimentato il metodo della filatura "a freddo", il che consentiva di produrre seta di maggiore qualità evitando il consumo di energia, servendosi invece del fuoco vivo, di una caldaia centrale allo stabilimento che inviava acqua già calda nelle bacinelle dalle quali poi venivano tratti i bozzoli. A Boffalora si stabilì anche il chimico tedesco Antonio de Kramer che venne visitato nel 1827 dall'inviato del governo prussiano, Wilhelm von Turk, per studiare i nuovi metodi di produzione, lavorazione e tintura della seta.

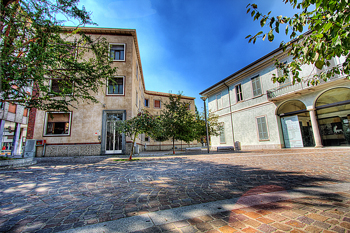
Esterno della villa Mylius a Sesto San Giovanni, ora sede della Fondazione ISEC

Inoltre egli fu mecenate, collezionista d'arte e filantropo e tenne a lungo rapporti con personaggi come Wolfgang Goethe, Alessandro Manzoni, Carlo Cattaneo, Massimo d'Azeglio e il granduca Carlo Augusto di Sassonia-Weimar (in amicizia grazie alla moglie Friederike Schnauss); egli quindi fu anche una delle figure di maggior rilievo della scena culturale milanese del primo '800, commissionando in prima persona numerose opere d'arte e favorendo notevolmente gli scambi culturali tra l'Italia e l'area tedesca.
Egli fu il fondatore e principale promotore della fondazione della Società d'incoraggiamento d'arti e mestieri, organismo del quale fu anche il primo presidente, dal 3 maggio 1841 fino ai suoi ultimi giorni, e del quale furono membri anche personaggi illustri dell'epoca come Carlo Cattaneo. La scuola iniziò a svilupparsi sul modello dei politecnici che stavano nascendo a quell'epoca in Europa, così da concedere anche a Milano di avere una scuola ove formare dei tecnici altamente specializzati ed operai per la produzione industriale. Nel 1844, sempre con finanziamenti da parte di Mylius, venne aperta una Scuola di Chimica Industriale a cui poi si aggiunsero corsi di fisica industriale, tessitura serica, geometria meccanica e poi la nuova apertura della Scuola di Meccanica che venne affidata a Giuseppe Colombo che nel 1863 porterà alla nascita del Regio Istituto Tecnico Superiore, poi Politecnico di Milano.
Morì a Milano il 21 aprile 1854, e venne tumulato nel cimitero di Loveno, da lui stesso fatto costruire per accogliere il corpo dell'unico figlio Giulio (prematuramente morto a Trieste nel 1830 e lì inizialmente tumulato) su progetto dell’architetto milanese Gaetano Besia, riprendente una prima idea del pittore Giovanni Servi; questo cimitero ospita numerosi membri delle famiglie Mylius e Vigoni.
L'azienda, data la prematura scomparsa del figlio, passò nelle mani dei suoi nipoti, figli di suo fratello Frederich, Heinrich e Georg Melchior Mylius, che già dal 1825 erano divenuti soci di Enrico. Acquisita una filatura ad Arona e una tessitura a Besnate, il nipote Federico Enrico nel 1898 costruì la grande filatura di Cogozzo (Brescia) e, nello stesso anno, promosse assieme ad altri cotonieri lombardi una delle prime società di capitali del settore cotoniero: il Cotonificio bergamasco, con stabilimenti ad Albino e Ponte Nossa.
Il figlio di questi Giorgio, non riuscì a far fronte alla crisi del settore dopo la grande guerra 1915/18.
Il cotonificio di Cogozzo sarà venduto nell'aprile del 1920 all'industriale Antonio Bernocchi.

## Premio Mylius
Nel 1841 fu istituito il "Premio Mylius", con lo scopo d'incrementare e diffondere la pittura di paesaggio. Il premio veniva assegnato a due tipi di pittura: uno annuale di 700 lire austriache per i dipinti a olio, ed uno biennale di 1000 lire austriache per l'affresco.

## Matrimonio e discendenza
Enrico Mylius sposò nel 1799 a Weimar Federica Cristina Schnauss (1771-1851) dalla quale ebbe un solo figlio:
- Giulio (1800-1830), collaboratore dell'attività del padre, sposò pochi giorni prima di morire la nobildonna milanese Luigia Vitali.